# 糸 (数)
糸（し）・絲（旧字体）とは、10-4(1万分の1)であることを示す単位である。毛の1/10、忽の十倍に当たる。国際単位系では0.1ミリまたは100マイクロに相当する。
「分・厘・毛」までに比べて「糸」以下は現実に使用されることがきわめて少ない。旧計量法施行法の補助計量単位も「毛」が最小である。